# Camp satellite

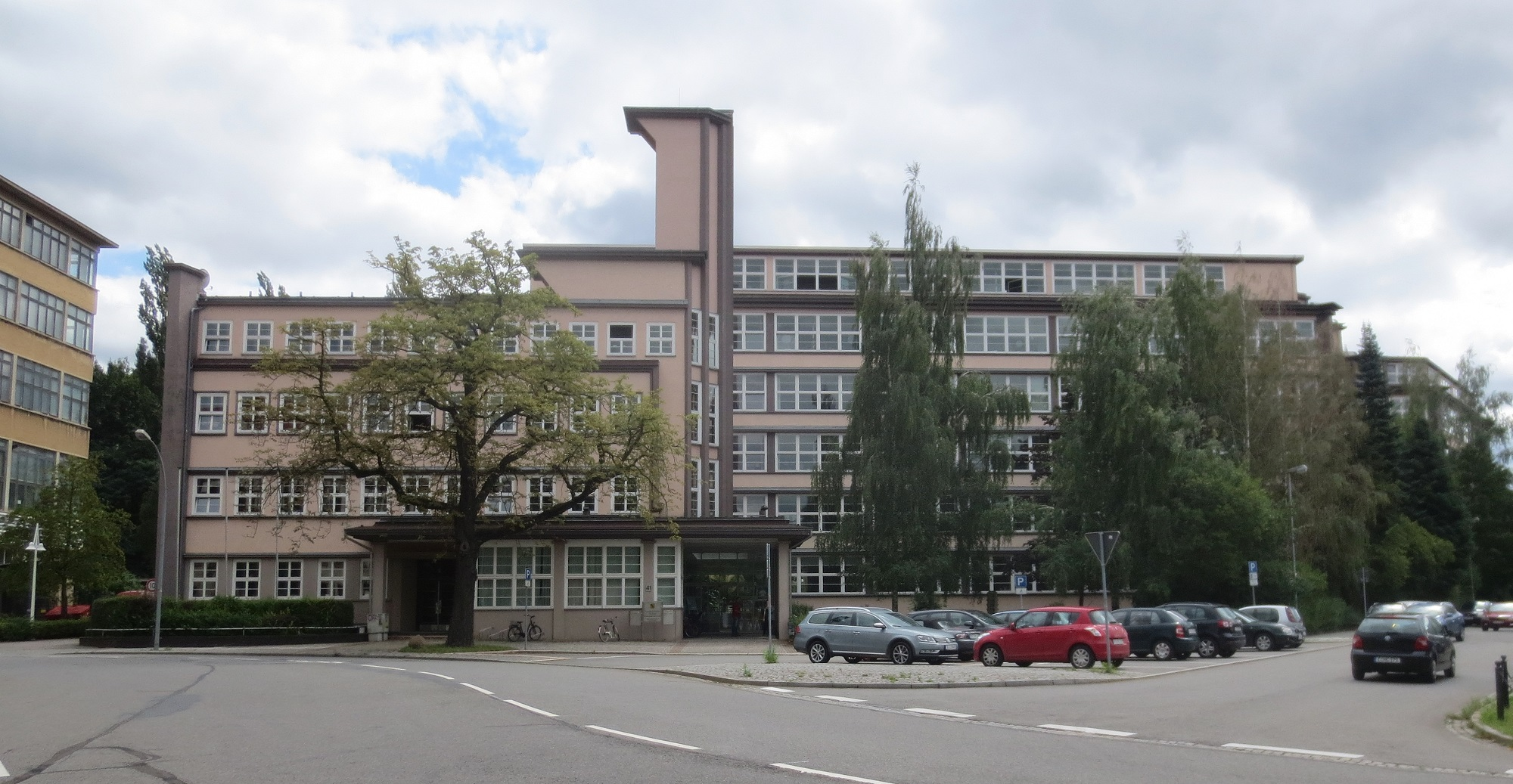
Altchemnitzer Straße 41 à Chemnitz était l'emplacement d'un camp annexe du camp de concentration de Flossenbürg où des femmes étaient livrées aux travaux forcés pour la fabrication de pièces métalliques à destination des avions et des mitrailleuses.

Dans le cadre des camps de concentration nazis, un camp satellite  (KZ-Außenlager en allemand), ou camp annexe, est un centre de détention périphérique (Haftstätten) sous l'autorité d'un camp de concentration principal géré par les Schutzstaffel (SS) en Allemagne nazie et en Europe sous domination nazie. Les nazis opéraient une distinction entre les camps principaux (Stammlager) et les camps satellites (Außenlager ou Außenkommandos) qui leur étaient rattachés. Dans bien des cas, les conditions de survie pour les prisonniers dans les camps périphériques étaient plus difficiles que dans les camps principaux.

## Émergence du concept
Au sein d'un camp de concentration, les prisonniers étaient forcés d'accomplir certaines tâches. Ils n'étaient pas censés rester inoccupés pendant leur détention. Les tâches assignées pouvaient même être absurdes ou humiliantes et dépourvues de tout résultat utile. Les SS, s'appuyant sur le jargon militaire, appelaient ces groupes de travail composés de prisonniers des « affectations » ou des Kommandos ; l'expression générique était « affectations au travail » (Arbeitskommandos) d'un camp. Ainsi, au camp de concentration de Dachau, officiait un collectif d'« affectations au travail » préposé au four crématoire (Arbeitskommando Krematorium), composé d'un groupe de prisonniers du camp de concentration, qui étaient logés séparément et ne devaient avoir aucun contact avec les autres détenus. Les détenus préposés à la construction de bâtiments étaient sous l'autorité d'un autre détenu, le Kapo.
Les chances de survie d'un prisonnier dépendaient largement d'une affectation à l'effort physique qu'il devait fournir pour accomplir le travail assigné. Un Kommando dont les tâches s'exécutaient en intérieur, par exemple dans des opérations techniques, était plus supportable pour les prisonniers que ceux astreints à des tâches en extérieur pendant l'hiver, par des températures glaciales.

### KZ-Außenkommandos
Dachau est le premier camp de concentration que Himmler fait bâtir. Ce camp, qui existait déjà en 1933, est devenu un prototype pour les camps de concentration ultérieurs, comme Buchenwald, ouvert en 1937. Toutefois, même le camp de Dachau n'est pas circonscrit à la seule ville de Dachau, en Bavière. Outre les Kommandos constitués à l'intérieur du camp, d'autres groupes prisonniers travaillaient hors du camp, par exemple à la plantation de végétaux (Kommando der Kräuterplantage) ou aux coupes de tourbe. De plus en plus, les SS affectaient les prisonniers à des travaux en dehors du camp et leur faisaient construire des infrastructures (routes, fossés, baraquements ou salles de repos pour les SS). Les détenus des camps de concentration étaient même affectés à des travaux privés pour le compte d'officiers nazis : maison d'Oswald Pohl, repos de chasse de Himmler ou maison d'Hans Loritz, le commandant de Dachau. Même Eleonore Baur, amie personnelle de Hitler, avait reçu son propre Kommando.
De nombreuses affectations n'étaient formées que pour une durée de quelques semaines ou mois et toutes n'avaient pas la même force. Selon le jargon en usage à l'époque concernant les Kommandos, ceux composés de prisonniers passant la nuit hors du camp étaient aussi appelés Außenkommandos.
Dans plusieurs circonstances, des Außenkommandos ont formé la base de nouveaux camps de concentration indépendants : l'origine du camp de concentration de Mauthausen remonte à août 1938, avec l'arrivée des premiers groupes de prisonniers issus de Dachau. Le camp de concentration de Niederhagen a aussi commencé avec un KZ-Außenkommando. À l'origine, le camp de concentration de Dora est un camp satellite de Buchenwald, devenu indépendant ultérieurement.

### KZ-Außenlager

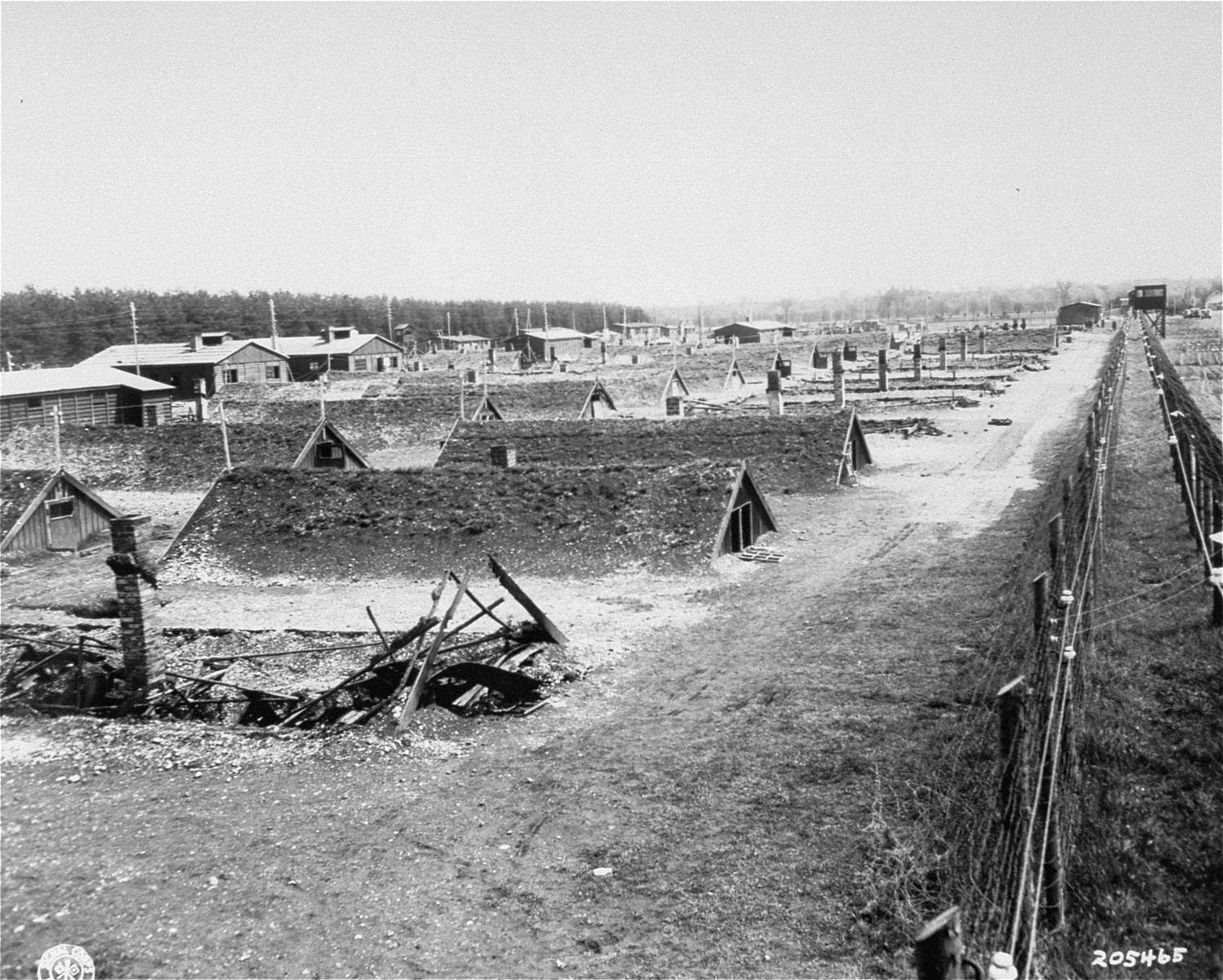
Les huttes en terre où logeaient les prisonniers du Camp de concentration de Kaufering.

Lorsque éclate la Seconde Guerre mondiale, les SS utilisent de plus en plus les prisonniers des camps pour l'industrie d'armement. Dans certains cas, les prisonniers sont logés dans des lieux improvisés et dans d'autres, les SS leur font ériger un camp séparé, doté de tours de surveillance et de clôtures. De nombreux camps satellites de ce type (KZ-Außenlager) sont établis avec la même organisation que dans les camps de concentration. Ces camps satellites sont aussi chapeautés par des commandants (SS-Lagerführer) et tenus par un personnel subalterne, comme les Lagerältester ou les Blockältester.
Aujourd'hui, ces camps annexes sont appelés « camps satellites » (KZ-Außenlager ou Nebenlager), désignés avec les lettres « KZ » ; toutefois ces deux lettres peuvent aussi s'appliquer à un camp principal.
Dans la hiérarchie du système concentrationnaire nazi, les camps satellites sont subordonnés à un autre camp qui, par exemple, détient le dossier des prisonniers ainsi que les registres de décès. Outre l'approvisionnement en nourriture pire dans que dans les camps principaux, les satellites se distinguent par des installations sanitaires et des dortoirs très différents. Les documents nazis sur les camps satellites les désignent aussi sous le nom de « camp de travail » (Arbeitslager).

## Listes de camps satellites
Les articles suivants forment des listes des camps satellites d'autres camps plus importants :
1. Liste des camps annexes d'Auschwitz
2. Liste des camps satellites de Buchenwald
3. Liste des camps satellites de Dachau
4. Liste des camps satellites de Flossenbürg (en)
5. Liste des camps satellites de Gross-Rosen (en)
6. Liste des camps satellites de Hinzert
7. Liste des camps satellites de Bois-le-Duc (en)
8. Liste des camps satellites de Kraków-Płaszów
9. Liste des camps satellites de Majdanek
10. Liste des camps satellites de Mauthausen (en)
11. Liste des camps satellites de Dora
12. Liste des camps annexes du KL Natzweiler-Struthof
13. Liste des camps satellites de Neuengamme
14. Liste des camps satellites de Ravensbrück (en)
15. Liste des camps annexes du camp de concentration de Sachsenhausen
16. Liste des camps satellites de Stutthof (en)